# 鄭マン
鄭 鄤（てい まん、1594年9月22日（万暦22年8月9日） - 1639年9月23日（崇禎12年8月26日））は、明末の作家。字は謙止、号は峚陽。

## 生涯
常州府武進県横林の人。父は進士の鄭振先。母は大学士呉宗達の従妹。幼いころから聡明で、経史に通じた。一方、財貨に貪欲な好色者として名高い。 
天啓2年（1622年）に科挙に合格して進士に及第し、庶吉士になった。その後、派閥争いに巻き込まれ、免職となった。崇禎元年（1628年）、復職した。
崇禎8年（1635年）10月、北京へ上ってすぐ、大学士温体仁（1637年免職、翌年病没）の怒りを買って、11月に（強引に？）「杖母罪」と「姦妹罪」を暴露された。崇禎帝は大いに驚いた。鄭鄤は収監され、多数の東林党人らが許しを乞うた。刑部尚書の馮英はすぐさま「鄭鄤は女巫の嘘の名の下に、父に母を殴打するように迫った」などと報告した。崇禎帝はさらに、私情にとらわれて不正を疑った。崇禎10年（1637年）2月28日、鄭鄤は錦衣衛の監獄に移され、「姦嫁罪」（自身の次男の妻を犯す）の1項が罪状に追加された。崇禎12年（1639年）、死刑判決が宣告されたが、崇禎帝の指示により3600刀の凌遅刑に処された。処刑中と処刑後、大勢の北京市民が見物し、鄭鄤の肉を拾い販売する業者もいた。

## 参考資料
- 『崇禎長編』
- 『峚陽草堂文集』
- 『明季北略』
- 『封安人呉氏墓志』